# Théodore-Joseph Canneel

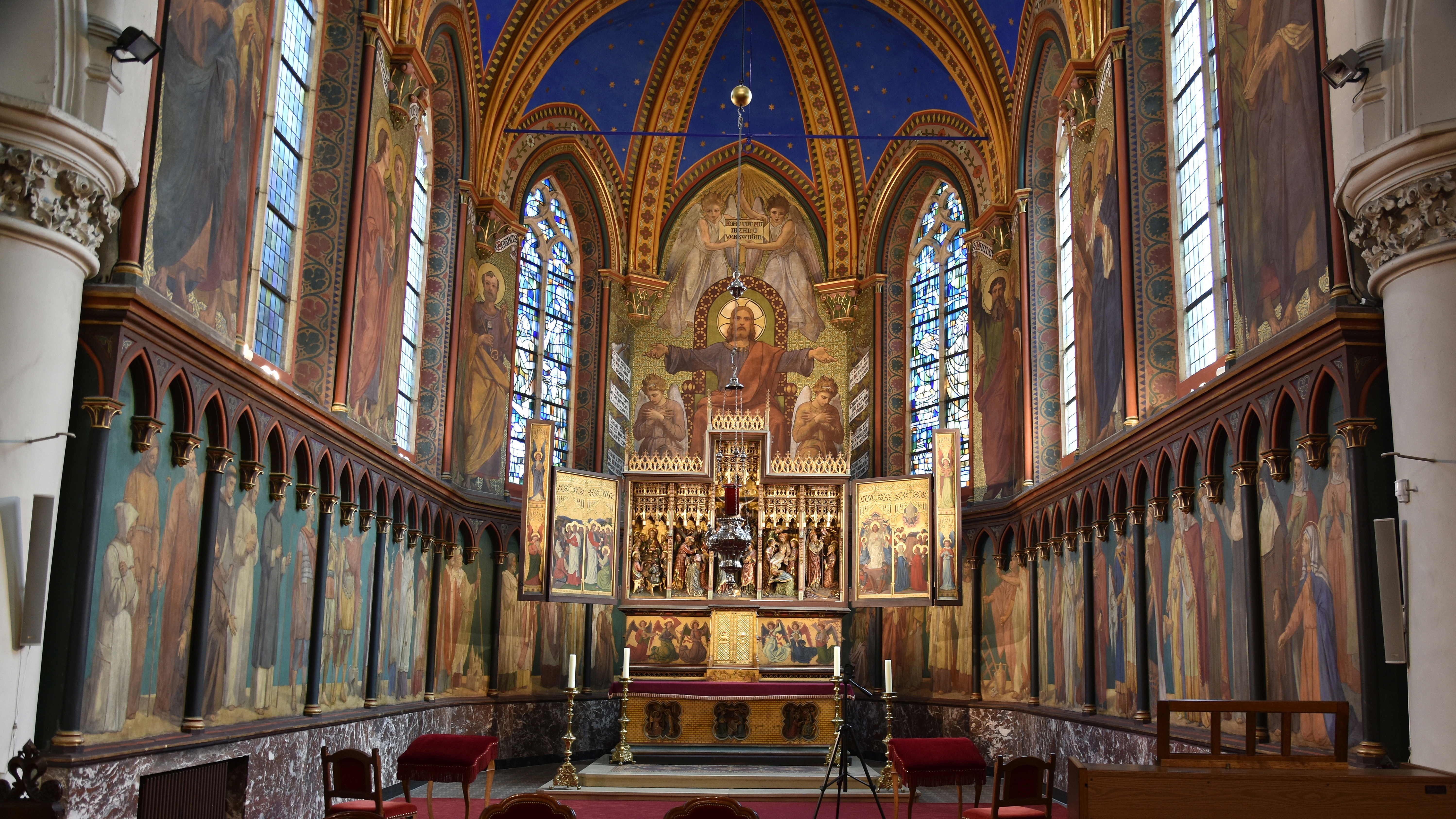
Muurschilderingen in de Heilige Kerstkerk (Gent)

Théodore-Joseph Canneel (Gent, 8 november 1817 - Gent, 16 mei 1892) was een Belgisch kunstschilder, waarvan werken in het bezit zijn van het MSK te Gent en het Groeningemuseum te Brugge. Hij huwde in Gent op 25 april 1851 met Clemence-Isore Eeman (Gent 28 april 1812 - Gent 9 juli 1905).

## Afstamming
Théodore Canneel stamt af van een oud geslacht uit Brugge. De familienaam Canneel wordt in Brugge voor het eerst vermeld in het poortersboek van 1397 ('Jan Caneele afkomstig uit Gent'). Vanaf 1484 waren Theodore's voorouders vishandelaren in Brugge, een beroep dat tot aan de Franse Revolutie (1789) overging van vader op zoon. Op het wapenschild Canneel prijkt trouwens een vis. Op die manier werd zijn grootvader, Franciscus Canneel (1739-1822), in 1754 nog beëdigd als vishandelaar, de laatste in deze erfreeks. Theodore's vader Joseph Canneel (1783-1854) was meesterknecht in de drukkerij van De Busscher. Deze drukkerij was oorspronkelijk gevestigd te Brugge, maar in 1815, bij de val van het Franse Keizerrijk, werden de gebouwen geplunderd. Als gevolg hiervan werd de drukkerij nog hetzelfde jaar naar Gent verplaatst, en vader Joseph Canneel verhuisde mee. Op die manier zat de familie na meer dan 5 eeuwen opnieuw in Gent, en Théodore werd geboren als Gentenaar.
Een naam- en tijdgenoot van Théodore was de kunstschilder en lithograaf Josephus-Gislenus Canneel, die in 1856 Brugge verliet voor Brussel en Antwerpen. Théodore en Josephus zijn verwant in de tiende graad, zie genealogie en wapen (volgens Rietstap) van de familie hierna.

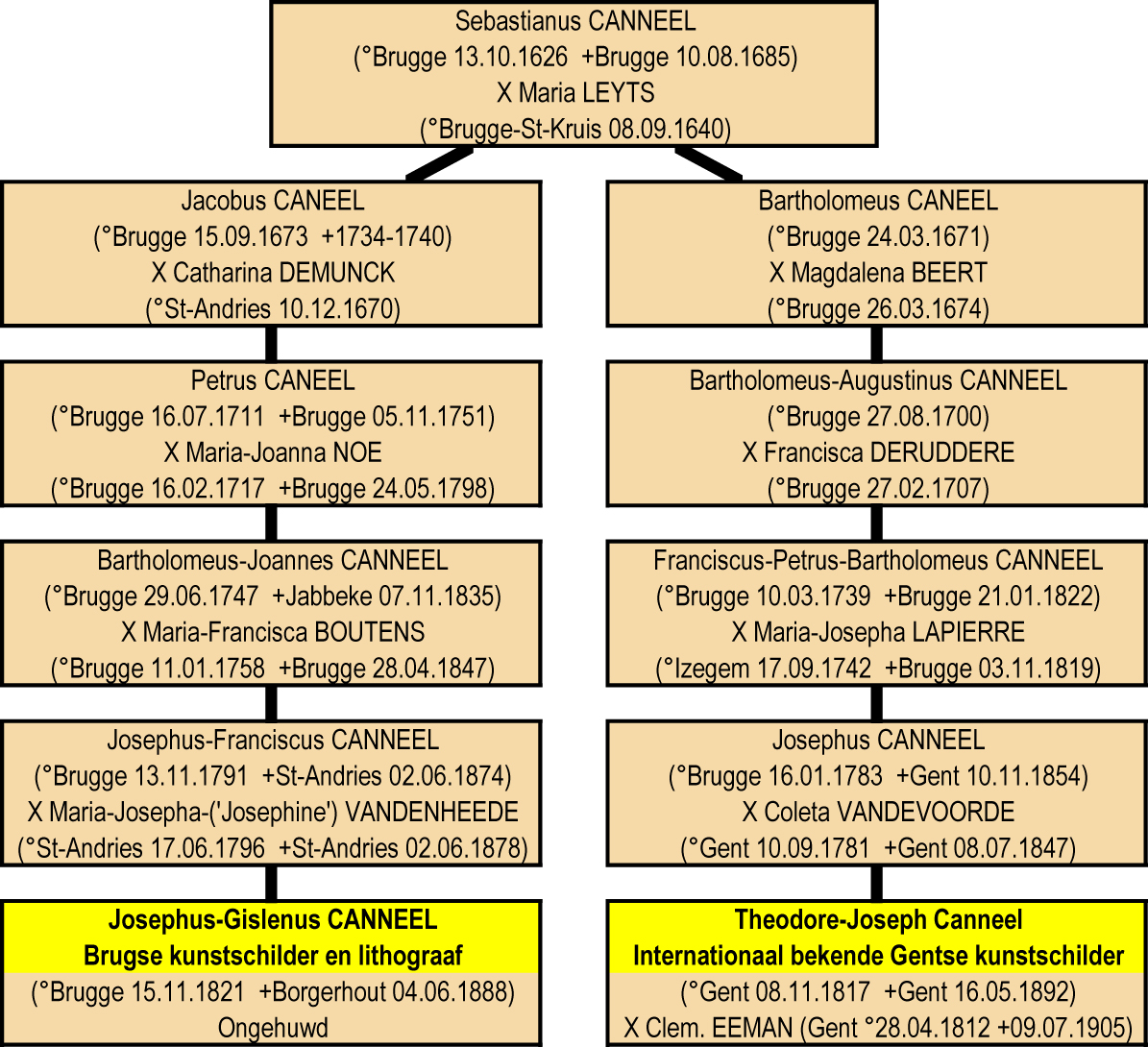
Stamboom van Théodore Canneel in relatie met Josephus-Gislenus Canneel
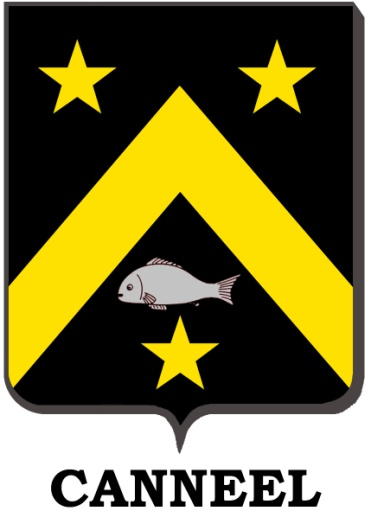
Wapen familie Canneel Brugge-Gent volgens Rietstap

## Levensloop
Théodore begon in 1830 op 13-jarige leeftijd als lithograaf in de drukkerij waar ook zijn vader werkte. ‘Inderdaad, Theodoor Cannel was eerst letterzetter en het dient wel vermeld te worden dat de wakkere jongen, op 14-jarigen leeftijd ter drukkerij De Busscher een boekje zette, welk hij zelf geschreven had, onder den titel van Historiën en Anecdoten.’ (Van Hoorde, Jos. De kunstschilder Theodore Canneel.).  Daarna werd hij medewerker in het atelier van de kunstschilder Pieter Van Hanselaere. Tot zijn eenentwintigste zal hij blijven werken in de drukkerij. Op die leeftijd debuteert hij als genre- en historieschilder op het Salon Van Gent. ‘Reeds in 1838 had hij deelgenomen aan de Gentsche tentoonstelling met een schilderij, getiteld: Onmacht’ (Van Hoorde, Jos. De kunstschilder Theodore Canneel.).
Van 1838 tot 1841 combineerde hij zijn werk met een opleiding aan de Koninklijke Academie voor Schone Kunsten in Gent. Daar werd hij in 1843 leraar. In 1846 krijgt hij een officiële opdracht van de regering voor het schilderen van een Ecce Homo.
Dankzij de generositeit van architect Velleman, een grote mecenas uit die periode, kan Canneel van 1848 tot 1850 een studiereis ondernemen naar Frankrijk en Italië. Volgens Arthur Suys (zie bronnen) komt hij in Rome in contact met de Duitse en Oostenrijkse kunstenaarsgroep de Nazareeërs, die zich groeperen in het verlaten Franciscanenklooster San Isodoro. Dit contact zou hem een grote invloed op hem hebben. Later zal Canneel ook een studiereis maken naar München, Duitsland. De verscheidene muurschilderingen die hij maakt zijn in een aan de Nazareeërs verwante stijl. Bij die muurschilderingen gebruikt hij de klassieke frescotechniek waarbij kleurpigmenten op een verse en natte pleisterlaag worden aangebracht. Hij combineert deze techniek regelmatig met encaustic, waarbij warme was als bindmiddel voor de pigmenten wordt aangewend..
Bij zijn terugkeer in 1850 wordt hij gevierd, en benoemd tot directeur van de Gentse Academie. Hij blijft nog een aantal jaren verder lesgeven. In 1855 roept Canneel de Driejaarlijkse Grote Prijs in het leven, die om beurt voor tekenen en beeldhouwen zal worden uitgereikt. De laureaat krijgt gedurende drie jaren een beurs van duizend frank en kan daarmee studeren aan een academie naar keuze.
Vanaf 1857 werkt hij gedurende vijf jaar aan de muurschilderingen van de Heilige-Kerstkerk te Gent. Van 1864 tot 1874 maakt hij in tien taferelen een muurschildering over het leven van de patroonheilige Sint-Martinus in de gelijknamige kerk te Burst, Oost-Vlaanderen.
In 1863 start hij met een immense opdracht: de fresco’s, die de volledige wanden van de Sint-Annakerk te Gent versieren en ongeveer 4000m2 meter beslaan. Volgens Arthur Suys zou uit zijn brieven blijken dat hij al eind 1862 zou begonnen zijn. Voor deze reusachtige muurschilderingen maakt hij voorstudies op karton. Ze worden door zijn helper Vital Sterck aangezet.
Voor de plechtige inhuldiging op 22 december 1873 van de muurschilderingen van het koor en de eerste twee zijkapellen geeft Théodore Canneel een tweetalige brochure uit ‘Verklaring der onderwerpen voorgesteld in de muurschilderingen, uitgevoerd in de parochiale kerk van Sint-Anna door de heer Th. J. Canneel, kunstschilder te Gent’. Bij zijn dood op 17 mei 1892 blijven nog drie kapellen onafgewerkt over. Théophile Lybaert, leerling van Canneel en leraar aan de academie van Gent, wordt met de afwerking ervan belast. Voor de uitvoering ervan baseert Lybaert zich op de schetsen van Canneel en drie jaren later zijn de werken voltooid.
In 1869 wordt hij Inspecteur van de Tekenscholen en de Academies van België (Staatsinspecteur van de tekenschool van de beide Vlaanderen). Hij zetelt ook in de jury van verschillende academies.
Voor zijn verdiensten werd hij benoemd tot officier in de Leopoldsorde, de hoogste Belgische onderscheiding.
Veel bekende kunstschilders zijn bij hem in de leer geweest: Jean Delvin, Valère De Saedeleer, Jozef Horenbant, Victor Lagye, Gustaaf Vanaise, Louis Tytgadt, Emile Thysebaert, Théo van Rysselberghe, Rodolphe Wytsman, Constant Montald, Vital Sterck, Théophile Lybaert e.a..

## Kunstenaarsfamilie
Théodore had één zoon en vier kleinzonen die zijn aanleg voor de kunst verdergezet hebben.
Kinderen:
- Emilie-Berthe Canneel (Gent 26 februari 1852 - Bottelare 6 mei 1946, 94 jaar)
- Jules-Marie (sr) Canneel (Gent 29 januari 1857 - Elsene 7 februari 1940, 83 jaar) werd ingenieur-architect, maar ook kunstschilder en tekenaar
- Elise Canneel (Gent 8 augustus 1868 - Gent 24 december 1937, 69 jaar).

Kleinkinderen (kinderen van de zoon Jules-Marie sr):
- Jules-Marie (jr) Canneel (Brussel 21 april 1881 - Brussel 24 september 1953) was kunstschilder, tekenaar, aquarellist, karikaturist en auteur
- Eugène-Théodore-Emile Canneel (Brussel 18 augustus 1882 - Schaarbeek 21 juli 1966) was beeldhouwer
- Léon-Jean-Joseph Canneel (Brussel 16 september 1885 - St-Joost-ten-Node 14 april 1887)
- Georges-Gustave-Clément Canneel (St-Joost-ten-Node 8 juni 1887 - Antwerpen 8 december 1954)
- Marthe-Wilhelmine-Eugénie Canneel (St-Joost-ten-Node 12 juni 1888 - Linkebeek 7 februari 1957)
- Jean Emile Albert Canneel (Sint-Joost-ten-Nodel 11 oktober 1889 - Sint-Gillis 1 september 1963) was beeldhouwer en aquarellist
- Bertha-Alice-Ernestine Canneel (Sint-Joost-ten-Node 17 augustus 1891 - Ukkel 14 januari 1984)
- Marcel René Marie Canneel (Sint-Joost-ten-Node 30 januari 1894 - Brussel 6 januari 1953) was kunstschilder.

## Het oeuvre van Théodore Canneel

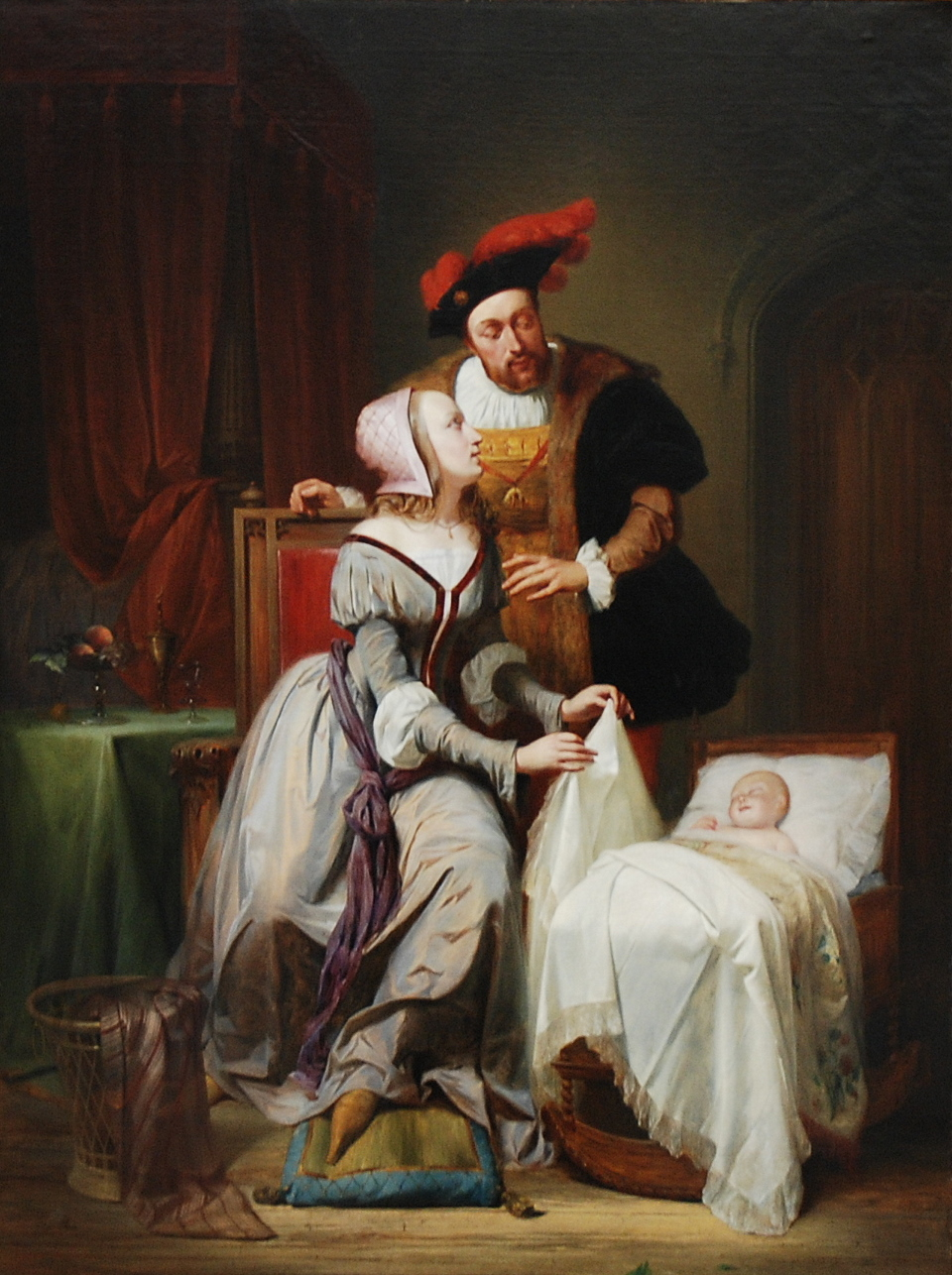
Keizer Karel met zijn minnares Johanna van der Gheynst en hun dochter Margaretha van Parma

Théodore Canneel legde zich toe op historische en religieuze composities, en op portretten.
Het MSK in Gent bezit meerdere werken van Theodore Canneel. Zeer bekend is zijn schilderij Keizer Karel met zijn minnares Johanna van der Gheynst bij de wieg van hun dochter Margaretha van Parma, uit 1844.
Vanaf 1857 tot 1863 werkte hij aan de muurschilderingen in de Heilige Kerstkerk (Sint-Salvatorskerk) te Gent. Daarna van 1863 tot aan zijn overlijden in 1892 realiseerde hij de monumentale muurschilderingen in de St-Annakerk te Gent. Canneel deed intussen ook de versiering van de Kerk van Burst (Erpe-Mere) die afgewerkt was in 1874.
Bij zijn dood was het werk in de Sint-Annakerk niet volledig afgewerkt. Zijn leerling Théophile Lybaert kreeg de opdracht om de muurschilderingen te voltooien.
Het Groeningemuseum van Brugge bezit (in de reserve) een werk van hem: De Bedelaar. Hij maakte ook het ontwerp voor het grafmonument van Jan Frans Willems.

Werken in openbaar bezit:
- Antwerpen, Museum voor Schone Kunsten: Jezus komt naar Jeruzalem om zijn opdracht te volbrengen’ / ‘Zelfportret’
- Brugge, Groeningemuseum: ‘De bedelaar’
- Burst, Sint-Martinuskerk: ‘Het leven van Sint-Martinus’ (muurschildering, 1864-1874)
- Gent, Museum voor Schone Kunsten: ‘Karel V en zijn maîtresse Jeanne Van Den Gheynst’ / ‘Jan Steen’ / ‘Greet Van Goyen’ / ‘Zelfportret’ / ‘Abraham’ / ‘Noë’ / ‘Groep Heiligen’ / ‘Judith’
- Gent, Sint-Annakerk: muurschilderingen
- Gent, Heilige-Kerstkerk: muurschilderingen (1857 - 1862)